# 치아구 일리아스 두 나시멘투 시우바
치아구 일리아스 두 나시멘투 시우바(포르투갈어: Thiago Elias do Nascimento Silva)는 브라질의 축구선수이다. 2013년 찌아고는 브라질 세리에B 리그의 팀 그레미우 바루에리를 떠나 인천 유나이티드 FC에 입단하였다.

## 인천 유나이티드
2013년 1월 브라질 세리에B에 속한 그레미우 바루에리를 떠나 인천 유나이티드 FC에 입단하였고 등번호는 11번이다. 그는 K-리그 클래식 2라운드 후반 25분 교체투입되어 문상윤의 결승골을 어시스트를 하였다.